# 荒浜村
荒浜村（あらはまむら）は、かつて新潟県刈羽郡にあった村。

## 地理
西側は日本海に面する。

## 沿革
- 1889年（明治22年）4月1日 - 町村制施行に伴い刈羽郡荒浜村が村制施行し、荒浜村が発足。
- 1954年（昭和29年）7月5日 - 柏崎市に編入され消滅。

## 村長
- 牧口義矩

## 出身・ゆかりのある人物
- 牧口常三郎 - 創価教育学会創立者